# Valle de Manzanedo
Valle de Manzanedo ist eine Gemeinde (municipio) mit 115 Einwohnern (Stand: 2024) im Norden der spanischen Provinz Burgos in der Autonomen Gemeinschaft Kastilien-León. Zur Gemeinde  gehören die Ortschaften Argés, Arreba, Cidad de Ebro, Consortes, Crespos, Cueva de Manzanedo, Manzanedillo, Manzanedo, Peñalba de Manzanedo, Población de Arreba, Rioseco, San Martín del Rojo, San Miguel de Cornezuelo, Vallejo de Manzanedo und Villasopliz.

## Lage und Klima
Durch die Gemeinde Valle de Manzanedo fließt der Ebro und der Río Trifón. Die Gemeinde liegt in einer durchschnittlichen Höhe von ca. 625 m. Die Entfernung zur südlich gelegenen Provinzhauptstadt Burgos beträgt ca. 85 km (Fahrtstrecke). Das Klima im Winter ist rau, im Sommer dagegen gemäßigt und warm.

## Bevölkerungsentwicklung
| Jahr      | 1970 | 1981 | 1991 | 2001 | 2011 | 2021 |
| Einwohner | 266  | 181  | 104  | 130  | 168  | 132  |

## Wirtschaft
Die Böden und das Klima in der Umgebung eignen sich gut für den Anbau von Weizen, Kartoffeln, Gemüse und Obstbäumen.

## Sehenswürdigkeiten
- Kloster Rioseco, verlassene Zisterzienserabtei, 1148 gegründet, 1835 aufgelöst
- Kirche Mariä Himmelfahrt (Iglesia de Nuestra Señora de la Asuncion) in Manzanedo